# Gréez-sur-Roc
Gréez-sur-Roc település Franciaországban, Sarthe megyében. Lakosainak száma 339 fő (2022. január 1.). Gréez-sur-Roc Saint-Ulphace, La Bazoche-Gouet, Chapelle-Guillaume, Melleray, Montmirail, Saint-Jean-des-Échelles, Courgenard és Théligny községekkel határos.

## Népesség
A település népességének változása:
| Lakosok száma | 354  | 339  | 349  | 332  | 329  | 327  | 330  | 333  | 339  |
|               | 2013 | 2015 | 2016 | 2017 | 2018 | 2019 | 2020 | 2021 | 2022 |